# Vítor Castanheira
Vítor Ilídio Castanheira Penas, noto semplicemente come Vítor Castanheira (Chaves, 7 settembre 1977), è un allenatore di calcio ed ex calciatore portoghese, di ruolo centrocampista.